# گرفتن یک دلار (فیلم)
گرفتن یک دلار: بانک‌های محمد یونس در آمریکا (به انگلیسی: To Catch a Dollar: Muhammad Yunus Banks on America) یک فیلم مستند است که در سال ۲۰۱۰ به تهیه‌کنندگی و کارگردانی گایل فرارو ساخته شد. این فیلم روایتگر پویش مستمر محمد یونس، برنده جایزه صلح نوبل ۲۰۰۶ علیه فقر در سراسر دنیا می‌پردازد. این مستند داستان شروع فعالیت گرامین بانک در دهه ۱۹۷۰ و به ویژه آغاز به کار شعبه‌های این بانک در ایالات متحده را به تصویر می‌کشد. عنوان این فیلم، برگرفته از بخشی از یک سخنان محمد یونس در ابتدای این فیلم است که می‌گفت: «در دنیایی که برای گرفتن یک دلار، باید یک دلار داشته باشید، باید چیزی داشته باشید که بتواند به افراد پائین‌دست جامعه کمک کند که خودشان را بالا بکشند.»